# Episodi de I Robinson (seconda stagione)
La seconda stagione della serie televisiva I Robinson è stata trasmessa in prima visione negli Stati Uniti sul canale NBC dal 26 settembre 1985 al 15 maggio 1986 ed è composta da 25 episodi.
| nº | Titolo originale         | Titolo italiano            | Prima TV USA      | Prima TV Italia |
| -- | ------------------------ | -------------------------- | ----------------- | --------------- |
| 1  | First day of school      | Primo giorno di scuola     | 26 settembre 1985 |                 |
| 2  | The juicer               | Niente più pinguini        | 3 ottobre 1985    |                 |
| 3  | Happy anniversary        | Buon anniversario          | 10 ottobre 1985   |                 |
| 4  | Cliff in love            | Maschio è bello            | 17 ottobre 1985   |                 |
| 5  | Theo and the older woman | Troppo crudo per una cotta | 24 ottobre 1985   |                 |
| 6  | Halloween                | Halloween                  | 31 ottobre 1985   |                 |
| 7  | Rudy suits up            | Rudy superstar             | 7 novembre 1985   |                 |
| 8  | Denise drives            | La patente                 | 14 novembre 1985  |                 |
| 9  | Clair's sister           | Mariti                     | 21 novembre 1985  |                 |
| 10 | Clair's toe              | Frattura rottura           | 5 dicembre 1985   |                 |
| 11 | Denise's friend          | I giovani del coro         | 12 dicembre 1985  |                 |
| 12 | Mrs.Westlake             | La principessa del potere  | 2 gennaio 1986    |                 |
| 13 | The auction              | L'asta                     | 9 gennaio 1986    |                 |
| 14 | Vanessa's bad grade      | Il pullover                | 16 gennaio 1986   |                 |
| 15 | Theo and Cockroach       | Una tragedia americana     | 30 gennaio 1986   |                 |
| 16 | The dentist              | Il dentista novellista     | 2 febbraio 1986   |                 |
| 17 | Play it again, Russell   | Jazz band                  | 13 febbraio 1986  |                 |
| 18 | A touch of Wonder        | Un fortunato incidente     | 20 febbraio 1986  |                 |
| 19 | Full house               | I generi                   | 27 febbraio 1986  |                 |
| 20 | Close to home            | La ricerca                 | 13 marzo 1986     |                 |
| 21 | An early spring          | Fiocco rosa                | 20 marzo 1986     |                 |
| 22 | Theo's holiday           | Il mondo del lavoro        | 3 aprile 1986     |                 |
| 23 | The card game            | Partita a quattro          | 10 aprile 1986    |                 |
| 24 | Off to the races         | Staffetta con sorpresa     | 8 maggio 1986     |                 |
| 25 | Denise's decision        | Una scelta sofferta        | 15 maggio 1986    |                 |

## Primo giorno di scuola
- Titolo originale: First day of school
- Diretto da: Jay Sandrich
- Scritto da: John Markus e Elliot Shoenman

### Trama
È il primo giorno di scuola e Cliff si preoccupa che tutti i figli si sveglino. Per Rudy è il primo giorno di scuola per la prima volta. Lei è l'unica che non vede l'ora di usare il suo cestino per la merenda. Si ritrovano tutti in cucina per la colazione, Vanessa si è fatta bella, Denise è contenta perché si è tolta l'apparecchio e Theo ha tagliato le maniche della camicia nuova perché è di moda così. Cliff e Clair decidono di festeggiare l'evento: la casa senza figli.
Il primo giorno, però non si rivela molto felice, Theo torna a casa demoralizzato e critica l'insegnante di matematica perché è severa, Rudy, invece, è triste e non vuole più tornare a scuola perché ha litigato con un bambino che l'ha presa in giro chiamandola Trudy Toppinson.
La sera Clair rimprovera i figli che per parlarsi l'un l'altro continuano ad urlare e proprio mentre lei li rimprovera, rientra Cliff che urla anche lui e lei lo blocca e discutono della confusione che fanno i figli e, per dare loro una lezione, cominciano a parlarsi gridando e attirando l'attenzione dei ragazzi, che si azzittiscono e li guardano increduli.

## Niente più pinguini
- Titolo originale: The juicer
- Diretto da: Jay Sandrich
- Scritto da: Matt Williams

### Trama
Cliff rimprovera Theo per il consumo eccessivo di corrente perché tiene il frigo aperto per scegliere cosa mangiare e gli propone di scattare una foto dei ripiani del frigo e decidere prima di aprirlo. Subito dopo, mostra il frullatore che ha comprato e intanto arrivano anche Rudy e Peter che assistono alle spiegazioni su come si usa. Dopo aver preparato una spremuta di carote che nessuno vuole, fa mille raccomandazioni ai figli di non toccarlo. Quando Clair lo vede, lo rimprovera di comprare cose che non usa e gli fa l'elenco delle precedenti.
Più tardi, Clair esce e chiede a Vanessa di occuparsi dei bambini finché Cliff è nel suo studio con l'idraulico per esaminare una macchia di umidità, ma Vanessa parla al telefono e si dimentica di Rudy e Peter che si annoiano. I due vanno da soli in cucina per la merenda, prendono l'occorrente, ma manca la gelatina e Rudy pensa di farla mettendo l'uva nel frullatore, così mette i grappoli interi e non chiude il coperchio, quando lo accende, schizza tutto in aria e loro scappano. Theo e Denise vanno in cucina e trovano un lago per terra e Theo suggerisce alla sorella di non pulire, ma di far trovare tutto ai genitori, così Rudy si responsabilizza. Arriva Cliff e resta scioccato nel vedere i figli che mangiano incuranti del disastro senza pulire, ma anche Clair la pensa come Theo perché è Rudy che deve pulire.
I genitori vanno da Vanessa ancora ignara e la rimproverano. Clair trova Rudy che dice subito: io non ho fatto niente!, ma trova anche i vestiti sporchi di uva, così le Clair le parla e dopo aver accusato Theo e Vanessa confessa dispiaciuta, Clair le chiede di confessare tutto al padre e di aiutare Vanessa a pulire. Rudy trova il coraggio di dirlo a Cliff e lui la perdona.
Alla fine Clair dà la colpa a lui che ha lasciato il frullatore sul tavolo con la spina inserita e con il coperchio svitato.

## Buon anniversario
- Titolo originale: Happy anniversary
- Diretto da: Jay Sandrich
- Scritto da: Elliot Shoenman

### Trama
Cliff e Clair rientrano da una cena e trovano Rudy ancora alzata e Russell che dorme sul divano. Cliff invita i genitori a cena per festeggiare il loro anniversario di matrimonio.
Sandra propone di cucinare loro per i nonni e intanto Cliff pensa ai regali, un ritratto dei genitori, da parte della famiglia e poi un regalo da parte sua e di Clair, una crociera intorno all'Europa con data da decidere, ma alla consegna dei regali, i festeggiati non sono molto entusiasti dell'Europa e di lasciare le loro abitudini per fare un viaggio.
La serata si conclude con la famiglia che si esibisce per loro ballando su una canzone e successivamente Cliff racconta la storia del loro incontro, 49 anni prima, seguita dalla consegna del ritratto che li raffigura come erano in quegli anni.
Quando Russel e Anna sono a casa da soli, ammirano il ritratto e ricordano insieme quegli anni, e insieme decidono di andare in crociera senza dire niente al figlio e di farglielo sapere con una cartolina.

## Maschio è bello
- Titolo originale: Cliff in love
- Diretto da: Jay Sandrich
- Scritto da: John Markus

### Trama
Sandra è tornata a casa dall'università per il week end. Ha litigato con Alvin perché dà più importanza ai suoi amici che a lei, e per questo è depressa e la famiglia ne paga le conseguenze. Cliff le consiglia di uscire con un altro ragazzo e così fissa un appuntamento con un amico. Arriva Alvin che le porta dei fiori, Cliff lo guarda perplesso e lo informa del disastro che ha fatto e dello scompiglio in famiglia e gli chiede di prendere una decisione chiara. Alvin si scusa per l'ennesima volta e, quando Clair sta per uscire, sente Cliff che le dice che le farà trovare la cena pronta. Alvin si stupisce e afferma che non condivide questo ragionamento e che una donna non dovrebbe lavorare. Dà i fiori a Sandra e fanno pace. I familiari sono felici della pace ritrovata in casa.
Quando arriva l'amico con cui Sandra ha un appuntamento, Derril e Cliff parlano. Cliff gli fa il 3º grado sulle sue opinioni riguardo alle donne e la cucina. Il ragazzo risponde come Cliff vuole sentirsi dire, inoltre è futuro radiologo e conquista Cliff, che lo invita a cena e vorrebbe che Sandra lasciasse Alvin per lui, ma il ragazzo dice che non ha fretta, ma Cliff lo spinge a darsi da fare per far fuori il rivale Alvin.
Clair non condivide il comportamento di Cliff e dice che anche se Alvin non si presenta bene ha un animo ingenuo, mentre Derril che sembra perfetto potrebbe nascondere dentro di sé lati oscuri del proprio carattere, e afferma che Sandra deve scegliere da sola.
Alvin è dai Robinson e quando Clair serve il caffè, lui fa notare che è la donna che serve l'uomo, Clair gli fa una ramanzina e Alvin cambia
tono.

## Troppo crudo per una cotta
- Titolo originale: Theo and the older woman
- Diretto da: Jay Sandrich
- Scritto da: Carmen Finestra

### Trama
È sabato e Denise ha invitato la sua amica Susan per fare una ricerca di sociologia sul comportamento di una famiglia numerosa. Theo non vuole, ma quando incontra Susan, accetta perché le piace. Le ragazze cominciano osservando Rudy e Vanessa nella loro camera. Theo porta alle ragazze qualcosa da bere ed è ansioso di essere osservato in camera sua. Quando tocca a lui Theo ha riordinato la stanza e si è vestito elegante con la cravatta. Susan resta affascinata dalle parole di Theo, ma Denise lo rimprovera per il suo atteggiamento, anche perché Susan ha 2 anni in più di lui.
Denise va a lamentarsi di Theo con i genitori perché teme che le rovini la ricerca. Theo ha frainteso la ragazza, e più tardi si presenta in soggiorno con la camicia aperta fingendo di non sapere che Susan è ancora in casa e chiede il rasoio elettrico a Cliff.
Quando arriva il fidanzato di Susan, Theo abbassa la cresta. Il ragazzo si sente offeso perché pensa che Susan lo abbia illuso facendo la gentile e si sfoga con il basket, calpestando le piante di ravanelli di Clair e facendola infuriare. Cliff va a calmarlo, e gli propone di sfogare la sua energia nel silenzio di una biblioteca. Theo segue il consiglio e non perde tempo, conosce Tory, una ragazza che ama il giardinaggio come Clair.

## Halloween
- Titolo originale: Halloween
- Diretto da: Jay Sandrich
- Scritto da: Elliot Shoenman

### Trama
È Halloween e i Robinson stanno preparando una festa in maschera per Vanessa e i suoi amici. Cliff, convinto da Rudy a mettersi il costume, accompagna lei e i suoi amichetti a fare il giro delle case per avere i dolcetti. Vanessa è ansiosa perché ha saputo che ci sarà anche il ragazzo più popolare e tosto della scuola, Robert, che le piace. La festa comincia, e Vanessa passa tutto il tempo a guardare Robert, ma non vuole che lui sappia che le piace, così la sua amica Jenette fa da messaggera con Scott e le dà informazioni su di lui. Quando lui le si avvicina, Vanessa scappa in cucina a riempire le coppette di noccioline. Cliff, già rientrato dal giro con i bimbi, si accorge di lei e ne parla con Clair, la quale intuisce la situazione e fanno in modo di rimandarla alla festa. L'amica le riferisce che Robert vuole salutarla e così i due ballano insieme. Al termine della canzone, Clair consegna a Vanessa un vassoio pieno di bicchieri, ma lei, intenta ad ammirare Robert, li fa cadere frantumandoli. Vanessa scappa via per la vergogna e Clair va a tranquillizzarla. In un secondo momento anche i suoi amici vanno a vedere se sta bene e la festa continua in camera sua; fuori dalla stanza c'è Robert che inizialmente le chiede di accompagnarla, il giorno seguente,a scuola e poi le chiede di fidanzarsi e Vanessa,al settimo cielo, accetta.

## Rudy superstar
- Titolo originale: Rudy suits up
- Diretto da: Jay Sandrich
- Scritto da: Gary Kott

### Trama
Rudy adora il football ed è brava in questo sport, ma Clair è perplessa al riguardo (perché ha paura che gli altri giocatori la picchino), mentre Cliff già sogna la futura campionessa di famiglia. Intanto, Theo si lamenta della professoressa di matematica perché lo interroga in continuazione e lo ha chiamato alla lavagna all'improvviso, ma lui non aveva studiato, così è rimasto alla lavagna fin dopo le lezioni per risolvere un esercizio perché si vergognava di dire che non aveva studiato.
Rudy e Peter sono pronti per la partita e Clair non vuole andare perché teme che la piccola si ferisca, ma Cliff insiste e la convince. Rudy gioca da vera campionessa e fa vincere la sua squadra. Tutta la famiglia è contenta di Rudy superstar e anche Clair sembra abbia cambiato parere suscitando l'ironia di Cliff, e continua a stupirlo quando si siede sul divano con lui a guardare la partita in tv.
È il giorno dell'ultima partita della stagione, ma Rudy gioca male e la sua squadra perde con un punteggio di 49 a 6. La famiglia rientra in casa con una forte delusione e Clair è anche furiosa e critica le regole di quel gioco che definisce animalesco. Così Rudy appende le scarpette al chiodo.

## La patente
- Titolo originale: Denise drives
- Diretto da: Jay Sandrich
- Scritto da: Carmen Finestra

### Trama
Denise ha appena preso la patente e vuole comprarsi una macchina con i suoi risparmi. Ne ha trovata una usata per $ 1.600, ma deve convincere i genitori e perciò approfitta di un momento di buon umore, ma loro non approvano e le spiegano che spesi i risparmi non potrà permettersi le ingenti spese annuali e la manutenzione. Dopo un rimprovero per il suo atteggiamento Cliff va con lei a vedere l'auto e quando rientrano lui racconta che quella macchina è un rottame, ma il falegname che è lì per riparare la ringhiera sente tutto e gli propone l'auto di sua zia, così Cliff e Denise vanno a vederla. Theo intanto fa di tutto per convincere i genitori a comprargli la moto meno costosa dell'auto di Denise, ma non ottiene il consenso.
L'auto piace e Cliff contratta il prezzo, e riesce a pagarla solo $ 850 e alla fine Denise porta i genitori a fare un giro.

## Mariti
- Titolo originale: Clair's sister
- Diretto da: Jay Sandrich
- Scritto da: John Markus e Elliot Shoenman

### Trama
Clair è al ristorante con la sorella Sarah, la quale le confida l'intenzione di sposarsi. Le racconta come ha preso la decisione, intanto le due trovano il modo di respingere due corteggiatori. Una volta a casa, le due sorelle cominciano a pensare ai preparativi per il matrimonio aiutate da Vanessa e Denise, mentre Cliff si prepara ad essere imperturbabile con il padre di Clair nel gioco degli scacchi. Arrivano i genitori di Clair e la sfida a scacchi comincia, ma come al solito il suocero comincia a fargli le pressioni psicologiche infastidendo tanto Cliff, che alla fine perde. Giocano una seconda partita e Cliff perde di nuovo. Le donne sono in cucina e Sarah è convinta di sapere tutto sui mariti grazie ai libri sul matrimonio, ma Clair e la madre le fanno notare che i libri non sono molto realistici quanto l'esperienza ed entrano nel vivo delle dimostrazioni raccontandole i difetti dei mariti. Ad un certo punto scoppiano a ridere e non riescono più a trattenersi e Cliff va in cucina e nota che in sua presenza si bloccano pur continuando a sghignazzare e riferisce al suocero che ridono di loro, anche lui va a vedere e succede lo stesso. Arriva il futuro sposo e lo mandano in cucina per dargli un assaggio della vita da marito e gli fanno capire che ridono di loro. Così gli uomini decidono di imitare le donne, attirando la loro attenzione, infatti corrono a vedere curiose. Sarah osserva l'affiatamento delle due coppie e si rende conto che i libri non bastano per sapere tutto sui mariti, e parla con il fidanzato delle difficoltà che dovranno affrontare ed escono.
Intanto, Rudy chiede al nonno di cantare e si comincia a parlare di chi canterà al matrimonio e Clair vorrebbe che fosse il padre che canta bene, e i due eseguono il brano insieme.

## Frattura rottura
- Titolo originale: Clair's toe
- Diretto da: Jay Sandrich
- Scritto da: Matt Williams

### Trama
Clair torna dal lavoro e ricorda a Cliff che il giorno dopo è l'anniversario del giorno in cui lui le ha chiesto di sposarlo. Per l'occasione Clair ha pensato di invitarlo a cena e decidono anche di far giudicare dai figli chi dei due sarà più elegante. Clair ha appena comprato un paio di scarpe nuove e va a provarle e Cliff la segue, ma lei lo manda via dalla camera e subito dopo urta il cassettone con il piede fratturandosi un dito. Al pronto soccorso le fasciano il piede, ma lei decide di mantenere i suoi programmi e di continuare a vivere come se niente fosse. Il giorno dopo va in ufficio e per la sera si toglie la fasciatura per la cena, però la scarpa non entra ed è costretta a considerare l'idea di andare alla cena con delle orribili infradito giapponesi compratele da Cliff. Anche Russell cerca di farle tornare il buon umore donandole un bastone in legno intagliato "che era di suo padre ed è artigianato locale del Kenya" che poi si rivelerà made in Hong Kong. La gara di eleganza ha inizio e la famiglia è pronta a decretare il vincitore. Clair riesce a sorprendere tutti con un bell'abito, il bastone in legno, sul piede ferito una calza verde ricoperta di pietre preziose intonate al vestito e l'infradito giapponese. La vittoria è di Clair e subito dopo vanno a cena fuori.

## I giovani del coro
- Titolo originale: Denise's friend
- Diretto da: Jay Sandrich
- Scritto da: John Markus

### Trama
Clair trova uno scatolone con vecchi indumenti della famiglia, che lei ha tenuto da parte per ricordo. C'è anche il maglione della sera in cui le ha chiesto di sposarla. Lei gli chiede il colore, ma lui non ricorda, e non ricorda neanche le parole esatte con cui glielo chiese, ricorda solo la canzone di quel giorno, I can't stop loving you di Ray Charles, e Clair si arrabbia.
Un'amica di Denise, chiede a Cilff di essere visitata da lui, ma senza dirlo ai suoi genitori, e dopo che lui ha constatato che la ragazza ha solo un problema da niente, la situazione lo fa riflettere e convoca tutta la famiglia per una riunione.
Cliff vuole spiegare ai figli che in caso di un qualunque problema non esitino a parlare con lui e Clair. Facendo un esempio, i figli confessano di avere paura della loro reazione, e visto che i genitori continuano a negare rassicurandoli che sarebbero comprensivi in ogni caso, i figli cominciano a fare le loro ipotesi, e i genitori si mostrano comprensivi, fino a quando Denise fa un esempio un po' più forte: dice a Clair che quando ha passato la notte dall'amica Janet, in realtà era con un ragazzo i cui genitori erano in vacanza; Cliff si trattiene, ma Clair cede e si arrabbia, e anche quando le dice che è uno scherzo, lei non è tranquilla e dopo che Cliff ha terminato il suo discorso sulla fiducia nei genitori, Clair va a telefonare alla madre di Janet.

## La principessa del potere
- Titolo originale: Mrs.Westlake
- Diretto da: Jay Sandrich
- Scritto da: Elliot Shoenman

### Trama
Theo non è contento del suo compito in classe di matematica e si lamenta della signora Westlake, che qualche minuto dopo telefona. Cliff la invita a cena nonostante le proteste di Theo, che racconta tutto a Denise descrivendole la "Principessa del potere". È preoccupato che i suoi compagni vengano a saperlo ed è sempre più nervoso, soprattutto quando scopre che Vanessa va a teatro, Denise cena fuori e Rudy cena da Peter. Lui descrive la professoressa come un'arpia con gli occhiali sul naso e i capelli a cipolla, ma quando arriva con il marito, sembra un'altra persona. Theo ne è intimidito tanto da temere di sedersi vicino a lei e più lei racconta di sé, e più Theo è confuso. In realtà il vero motivo della visita è l'intenzione della donna di essere una paziente di Cliff e che per questo dovrà lasciare la scuola per un periodo, ma Theo è sempre più sconvolto perché la trova affascinante e spiritosa ed è convinto che stia bluffando e che in realtà voglia dire a Cliff del compito andato male.
Durante la cena, Theo resta in silenzio ed è sorpreso di scoprire i suoi sacrifici per diventare insegnante e del fatto che lei è severa con loro per il loro bene. L'imbarazzo non è finito, infatti Cliff racconta alla professoressa la reazione di Theo il primo giorno di scuola, e lei infierisce ulteriormente dicendo che conosce il soprannome che le hanno dato i ragazzi.
Arriva il momento tanto temuto dal ragazzo. I due si siedono sul divano e lei si lega i capelli, inforca gli occhiali e a Theo manca il fiato. Lei si fa seria e prende il compito, glielo mostra e lo sorprende con un 10 e lode. Theo per la felicità l'abbraccia per un secondo, ma si ritrae e mostra il voto ai genitori. A fine serata Cliff spiega a Theo che quello è un voto meritato grazie al suo impegno.

## L'asta
- Titolo originale: The auction
- Diretto da: Jay Sandrich
- Scritto da: Gary Kott

### Trama
Alvin ha deciso di dimostrare ai Robinson che non è più maschilista, facendo un tipico lavoro da donna. Così prepara una torta e quando Cliff assaggia, questa si rivela troppo dura. Intanto, Clair torna a casa felice perché ha visto su un catalogo di un'asta d'arte un quadro che 30 anni prima era a casa di sua nonna. Il quadro è stato dipinto da Ellis Wilson, il fratello della nonna di Clair, ma la nonna si ammalò e dovette venderlo per soldi. Alvin decide che al rientro dall'asta, preparerà una cena per tutti e Cliff gli spiega come fare la sua salsa segreta: deve prendere un barattolo già pronto di salsa e aggiungere degli aromi in più e gli spiega come far credere a tutti che la sta cucinando per davvero.
Più tardi, Clair riesce ad aggiudicarsi il quadro per 11.000 dollari il quadro che è partito con un prezzo base di $ 5.000 e tornati a casa lo appende sul camino come a casa di sua nonna. Intanto, Alvin è intento a preparare la cena, ma quando Clair assaggia la salsa rivela a Cliff di avere sempre saputo che quella è la salsa confezionata che Cliff spaccia per sua.

## Il pullover
- Titolo originale: Vanessa's bad grade
- Diretto da: Jay Sandrich
- Scritto da: Ross Brown

### Trama
Vanessa e Robert stanno studiando per il compito di storia, e lei già pensa alla festa in cui i due ragazzi balleranno insieme. Per l'occasione chiede a Denise un maglione che le piace, ma la sorella rifiuta.
Il giorno del ballo, Vanessa è preoccupata perché per la prima volta in vita sua ha preso 4 in storia e, per paura che i genitori la puniscano non mandandola al ballo, decide di non dire nulla. Quando si prepara per il ballo si convince che l'unica cosa che le piace è il maglione di Denise, così va a chiederglielo, ma la sorella non è in stanza e lei decide di prenderlo senza il permesso. Al ritorno dalla festa, Denise rimprovera Vanessa ed iniziano a litigare. Quando Cliff e Clair rientrano dal cinema, Clair è infuriata perché lui si è addormentato durante il film, e mentre parlano si accorgono della rissa che si è scatenata tra le due sorelle. Cliff prova a dividerle, ma finisce per terra e solo l'urlo di Rudy riesce a fermarle. Vanessa è costretta a spiegare il suo nervosismo e così fa vedere anche il brutto voto di storia, si giustifica di aver studiato con Robert. Cliff va a parlare con Robert che è ancora in cucina, il quale ha preso 4 1/2 e dice loro che studiando insieme non potranno migliorare. Alla fine si ritrovano tutti in soggiorno e restano tutti incantati davanti alla TV ad ascoltare il discorso di Martin Luther King, sui problemi razziali, e Vanessa e Denise fanno pace.

## Una tragedia americana
- Titolo originale: Theo and Cockroach
- Diretto da: Jay Sandrich
- Scritto da: Thad Mumford

### Trama
Theo e i compagni devono studiare il Macbeth di Shakespeare. Theo e Scarafaggio, per risparmiare tempo, hanno preso la tragedia incisa su disco in biblioteca per poter studiare senza leggere il libro. Quando i due ragazzi ascoltano il disco, si rendono conto che non capiscono nulla perché è in inglese britannico antico e si disperano perché il compito è il giorno dopo e non farebbero più in tempo a leggere il libro; Si informano invano se qualche teatro lo rappresenta in serata, poi chiedono la trama a Denise che non ricorda molto e gli consiglia di leggere il libro con il bignami per fare più in fretta.
I due ragazzi seguono il consiglio di Denise e in poco tempo finiscono di studiare, ma quando i genitori di Theo vedono il bignami, gli dicono che non va bene perché si perdono molti dettagli, preoccupando Theo. Il giorno dopo, dopo aver fatto il compito, a Theo tocca leggere il libro perché Clair vuole assegnargli un compito.

## Il dentista novellista
- Titolo originale: The dentist
- Diretto da: Jay Sandrich
- Scritto da: Elliot Shoenman

### Trama
Clair, come ogni sera prima di dormire, legge il giornale e si inquieta leggendo alcune notizie con cui è in disaccordo. Il giorno dopo continua a polemizzare sugli articoli letti cercando approvazione dal resto della famiglia, ma è inutile; intanto, Peter non vuole andare dal dentista e cerca rifugio in casa Robinson e quando Cliff lo trova in camera di Rudy, gli spiega che non deve temere il dott. Barnes perché è bravo e simpatico.
Mentre tutta la famiglia cerca di rassicurarlo arriva il padre del bambino e Rudy decide di accompagnarlo per fargli coraggio. Allo studio, è Rudy che parla per Peter e suo padre, e il dott. Barnes fa entrare anche lei in ambulatorio. Vista l'ostinazione di Peter, il dentista fa di tutto per divertire Peter, raccontando una storia con cui lo convince a salire sulla poltrona, poi tenta di fargli aprire la bocca cantando, ma è inutile, così il dentista finge di piangere per il dispiacere e alla fine il bambino si convince.
Più tardi, il dott. Barnes va a casa Robinson per riportare il berretto dimenticato da Rudy e coglie l'occasione per ricordare a Cliff che è molto tempo che non fa una visita di controllo e con difficoltà fissa un appuntamento anche con Cliff.
La sera, Clair non trova il giornale perché Cliff lo ha nascosto per evitare che lei trovi altri argomenti su cui polemizzare e quando lo trova scopre che lui ha provveduto a ritagliare alcuni articoli.

## Jazz band
- Titolo originale: Play it again, Russell
- Diretto da: Jay Sandrich
- Scritto da: John Markus

### Trama
Rudy si diverte a raccontare le barzellette alla nonna, ma è ora di andare a dormire. Subito dopo, Cliff e Russell rientrano a casa, i due sono stati al club dove Russell ha suonato il trombone con il vecchio gruppo musicale di jazz. Cliff racconta che il padre non è riuscito a suonare come sapeva, e che qualche giorno dopo dovrà esibirsi al club con la band e si rifiuta di esercitarsi.
La moglie Annah è preoccupata e fa di tutto per aiutarlo a ritrovare la grinta di un tempo. Cliff, invece trova un album di vecchie foto di suo padre e la sua band, ma cade di nuovo nella trappola delle domande di Clair e non ricorda cosa indossava al matrimonio.
Rudy continua ad assillare la famiglia con le barzellette, ma quando finalmente tutti sono pronti, vanno al club dove Russell questa volta suona come ai vecchi tempi, e per tutta la notte.

## Un fortunato incidente
- Titolo originale: A touch of Wonder
- Diretto da: Jay Sandrich
- Scritto da: Matt Williams

### Trama
Vanessa torna a casa infuriata; Denise doveva andarla prendere, ma lei l'ha aspettata invano davanti alla biblioteca al freddo, e mentre racconta ai genitori di essere tornata a casa a piedi, Theo e Denise arrivano a casa, e sono entusiasti perché hanno avuto un incidente con Stevie Wonder. Il giorno dopo, mentre Theo sogna già di diventare una ricca star, il cantante telefona per invitare tutta la famiglia ad assistere ad una registrazione. Anche Clair e Cliff sono contenti, anche se in presenza dei figli fingono disinteresse.
Cliff accompagna la famiglia allo studio di registrazione e poi va in ospedale, il cantante registra le loro voci e ne fa un nastro. Poi chiede a Clair di cantare con lui "I just called to say I love you", e terminano con un coro di tutta la famiglia.
La sera, tutta la famiglia si diverte ad ascoltare il nastro che contiene anche la voce di Cliff.

## I generi
- Titolo originale: Full house
- Diretto da: Jay Sandrich
- Scritto da: Gary Kott

### Trama
Cliff rientra alle 5 del mattino, è stanco e non vede l'ora di fare una lunga dormita visto che l'indomani è sabato. Il giorno dopo, quando si alza, esce dalla stanza e trova Theo e Scarafaggio che fanno a gara a chi ha più barba. Va in cucina e trova Vanessa e Robert che studiano con la musica a tutto volume con 2 radio accese per avere l'effetto stereo. In soggiorno trova Denise e un amico sul divano che guardano la tv e si muovono a tempo di reggae. Cliff prova a leggere il giornale, anche lui però non resiste alla musica e si fa trasportare dal reggae ma non ci riesce e li guarda con lo sguardo stranito. Così prova in sala da pranzo, ma c'è Alvin che studia e Sandra che è arrabbiata con lui. I due coinvolgono Cliff nella loro discussione e lui non può leggere. Così torna in camera sua e trova Rudy e un'amica che guardano la TV. Allora va nel suo studio medico, dove trova finalmente un po' di pace, accende la sua piccola radiolina e inizia a leggere, quando qualcuno bussa alla porta; è Clair con una pizza e un cesto da pic-nic, e spiega che trovando confusione in casa ha immaginato che fosse lì e ha voluto fargli una sorpresa. Però arriva Alvin, il quale non esita ad entrare perché la macchina di Cliff blocca la sua. Più tardi Cliff si trova in soggiorno con Alvin, Robert e l'amico di Denise, vestiti eleganti che aspettano le ragazze per uscire, intanto Theo e Scarafaggio tentano di sgattaiolare e Cliff li ferma, nascondono la faccia con la giacca e quando Cliff riesce a fargliela scoprire, si vedono i baffi disegnati con la matita per sembrare più grandi. Le figlie si sono vestite bene, così Cliff scatta una foto al gruppo; anche Rudy è uscita con Sandra e in casa c'è pace, così Cliff è contento di poter finalmente leggere il giornale "della giornata", ma Clair guarda la tv, c'è un documentario sugli animali che gli suggerisce di buttare il giornale per dedicarsi a lei.

## La ricerca
- Titolo originale: Close to home
- Diretto da: Jay Sandrich
- Scritto da: Carmen Finestra

### Trama
Vanessa è disperata perché non trova la sua ricerca di storia e chiede aiuto a tutta la famiglia. Intanto Cliff si prepara ad accogliere il dott. Morgan per organizzare la festa di beneficenza dell'ospedale, mentre Theo e Scarafaggio preparano un pezzo rap per il corso di dizione.
Mentre Cliff parla con il collega, Clair e Denise rientrano dal corso di ceramica. Mostrano i loro capolavori, ma per Clair è la prima volta e il suo vaso è tutto storto. La cosa sembra divertire Denise, visto che per la prima volta la perfetta Clair non sa fare qualcosa. Il dott. Morgan resta un momento da solo sul divano e piange, ma quando Cliff torna se ne accorge e il dott. Morgan spiega che si è commosso nel vedere quella bella famiglia. Cliff, come sempre, dimostra la sua disponibilità e il dott. Morgan gli confida che sua figlia ha problemi di droga e che ruba in casa.
Più tardi Theo e Scarafaggio fanno sentire a Cliff e Clair il pezzo che hanno scritto per il corso di dizione, ma non è riuscito molto bene, così devono rifarlo.
Vanessa è sempre più disperata, perché la sua ricerca non è saltata fuori, così Cliff l'aiuta a ripercorrere tutto ciò che ha fatto subito prima di perderla e finalmente la trova nel freezer; anche Theo e Scarafaggio riescono nel loro intento e questa volta il pezzo va bene.

## Fiocco rosa
- Titolo originale: An early spring
- Diretto da: Jay Sandrich
- Scritto da: Matt Williams

### Trama
Cliff cerca di insegnare a Rudy ad andare in bicicletta, ma non ci riesce. Mentre Clair li guarda, arriva la signora Westlake per la visita di controllo. Ad un certo punto Rudy e Cliff si dirigono verso casa perché Rudy è caduta e dà la colpa al padre.
Cliff, dopo aver visitato la signora Westlake, le prescrive assoluto riposo, mentre Vanessa è disperata per un brufolo in fronte e Theo studia per il compito di matematica con Scarafaggio. I due ragazzi parlano della difficoltà di Scarafaggio nella matematica con Cliff che gli fa un discorso per dimostrare come anche per un lavoro umile sia necessario saper calcolare.
La sera stessa, la signora Westlake telefona a Cliff per andare in ospedale e nasce la bambina; intanto Vanessa è contenta del suggerimento di Denise di mettere una fascia sulla fronte e i ragazzi sono quasi certi che non ci sarà il compito.
Il giorno dopo Cliff vede Rudy sfrecciare in bici e si arrabbia perché è bastato che Clair le dicesse cosa fare, mentre con lui non sono bastate ore. Theo torna da scuola e racconta del supplente e della disavventura di quel professore che non riusciva a tenere la classe, e che Scarafaggio ha sgridato la classe prendendo le parti del professore ordinando a tutti di fare il compito in onore della Westlake. Il giorno dopo la classe va a trovare la professoressa in ospedale e lei che ha saputo tutto ringrazia il ragazzo per ciò che ha fatto.

## Il mondo del lavoro
- Titolo originale: Theo's holiday
- Diretto da: Jay Sandrich
- Scritto da: Matt Williams, Carmen Finestra e John Markus

### Trama
Theo pensa di poter vivere facendo il modello, ma il padre lo contraddice perché non basta per vivere ed è meglio avere un lavoro normale più sicuro, perché le spese sono tante. Subito dopo Theo va da Scarafaggio dove passerà la notte. Allora Cliff decide di organizzare con il resto della famiglia una lezione per Theo, e trasforma la casa nella "residenza del mondo del lavoro" per 24 ore. Il mattino dopo, Theo ritorna e trova una strana situazione, sull'ingresso c'è Vanessa che gli dice di non chiamarsi Vanessa e che il padrone di casa lo sta aspettando. Quando entra trova il proprietario (Cliff) che gli consegna una lettera dai genitori che gli lasciano $ 2000. C'è anche Clair che si chiama Milly ed è la cuoca e Rudy che interpreta la parte di un'imprenditrice che è anche la severa proprietaria dell'immobile. Theo sta al gioco e chiede di affittare una stanza, ma viene portato nella sua stanza svuotata di tutto. Le regole sono ferree e servono molti soldi di anticipo, l'affitto, l'allaccio ai contatori e il mobilio e in più serve la garanzia del datore di lavoro. Theo non li ha e l'uomo gli consiglia di cercare un lavoro nell'agenzia accanto, sceso in soggiorno trova Vanessa che interpreta l'impiegata dell'agenzia e Denise l'agente per l'ingaggio che gli consiglia di portarle un album di sue pose che costa molto. Più tardi Theo ritorna con un datore di lavoro, Scarafaggio come proprietario della Scarafaggio & petroli. Poi per i mobili va nel negozio gestito da Clair dove trova tutte le sue cose in vendita a prezzi esorbitanti, ma non può pagare. Quando va in cucina, crede di trovare la sorella Denise, che in realtà è la figlia di Milly la cuoca e pretende i soldi per il cibo. Così lui decide di vincere la sfida e di chiedere un prestito alla banca (in soggiorno) dove Vanessa interpreta l'impiegata e Rudy è la stessa imprenditrice che possiede anche una catena di banche. Per Theo la situazione è tutt'altro che rosea, infatti la banca vuole verificare i dati dell'azienda di Scarafaggio e così non gli concede il prestito. L'unico consiglio che riceve è quello di trovare un lavoro e poi potrà averlo. La sera Theo va a dormire nella sua stanza vuota e viene raggiunto dai genitori che gli portano la cena. Parlando si è reso conto che la vita senza un lavoro è difficile.

## Partita a quattro
- Titolo originale: The card game
- Diretto da: Jay Sandrich
- Scritto da: Matt Robinson

### Trama
A casa Robinson c'è il prof. Foster, preside della facoltà di lettere dell'Hillmann, che era il professore di Cliff e Clair. Cliff non ricorda una poesia che Clair invece ricorda alla perfezione. Intanto un amico di Cliff telefona per annullare la partita di pinnacolo con Russell, Cliff e un amico di Russell, Homer. Foster si offre come quarto giocatore e Cliff lo prepara per la partita. Intanto Theo riceve un pacchetto, è un regalo per Tania, con cui esce da due mesi; ha comprato un anello ad un'asta televisiva per $ 19,90. Dopo averlo mostrato a Denise che gli dice che è diamante sintetico, lui resta deluso, e chiede un parere anche a Cliff, che lo riconosce subito, ma gli dice di seguire il cuore.
Arrivano i due sfidanti e la partita comincia. Intanto, Theo è sui gradini con Tania e dopo tanti tentennamenti, le dà l'anello dicendole che costa solo due soldi, ma a Tania piace tanto e i due si baciano. Russell e Homer credevano di essere forti, ma Foster gioca molto bene e vincono lui e Cliff, i quali, come da tradizione, devono strofinare la testa dei perdenti.

## Staffetta con sorpresa
- Titolo originale: Off to the races
- Diretto da: Jay Sandrich
- Scritto da: Matt Williams

### Trama
Clair torna dallo shopping e Rudy è arrabbiata perché voleva comprare Megawoman. Cliff ha saputo da Vanessa che lo ha cercato il colonnello Turner il tirafiaccole, con cui un anno prima è arrivato pari alla corsa di staffetta, per invitarlo nuovamente a correre. Questa volta Cliff è convinto di vincere perché si sente già allenato, ma Clair è contraria, perché la volta precedente si è lamentato per giorni della stanchezza e dei dolori, e lei continua a dirgli che aveva vinto per non vedere il filmino per l'ennesima volta. Quando l'amico telefona, Cliff scopre che non si tratta di una vera gara, ma di una staffetta di beneficenza in coppia con Turner, e lui nonostante Clair sia contraria, accetta. Cliff inizia gli allenamenti, mentre Rudy pensa ancora alla bambola e propone a Cliff di darle i $ 9.00 e lei non pretenderà mai più altri giocattoli. Clair sente tutto e propone di darle i soldi se lei farà le pulizie di casa e Rudy accetta.
Alla gara, Robinson, detto il combustibile, e Turner, detto il tirafiaccole, sono pronti. Appena Turner gli passa il testimone, Cliff parte. All'improvviso uno degli avversari viene sostituito con una giovane campionessa olimpica che sorpassa Cliff e vince.
A casa, Rudy ora ha Megawoman, ma dice ai genitori che si sente sola perché le mancano gli altri personaggi della sua famiglia, ma Cliff le fa cambiare subito idea proponendole di riportarla al negozio dove non sarà più sola.

## Una scelta sofferta
- Titolo originale: Denise's decision
- Diretto da: Jay Sandrich
- Scritto da: Matt Robinson

### Trama
Cliff e Clair ricordano il passato grazie ad una canzone famosa. Nasce una disputa sulla data della canzone e Cliff propone una scommessa. Clair la mette per iscritto e chi perde deve servire la cena della serata e lavare i piatti, inoltre dovrà portare la colazione a letto e lavare la macchina per una settimana. Guardano la data di pubblicazione sulla copertina, Clair aveva ragione e vince.
Denise deve scegliere l'università entro la scadenza ed è ancora molto indecisa, così si impone la scadenza di un giorno per riuscire a decidere. Chiede un consiglio a Sandra, che le dice di scegliere da sola, ma Vanessa ovviamente le consiglia di uscire di casa perché vuole la stanza; Sandra, inoltre, consiglia di prendersi piuttosto un anno di pausa per viaggiare e conoscere se stessa per non sbagliare. Rudy invece è l'unica componente della famiglia triste per quella decisione, perché l'università prima le ha portato via una sorella e ora anche l'altra. Cliff la convince che la vedrà spesso e la tira su di morale.
Quella sera sono ospiti Russell e Anna e subito dopo cena Denise annuncerà la sua scelta. Loro parlano bene dell'Hillman (quella del nonno, Cliff e Clair), Russell elogia il preside, ma secondo Denise è troppo lontana.
Alla fine Denise sceglie proprio l'Hillman, tutti brindano e, Clair e Cliff commuovono la figlia leggendole una lettera.